# Le Sentier

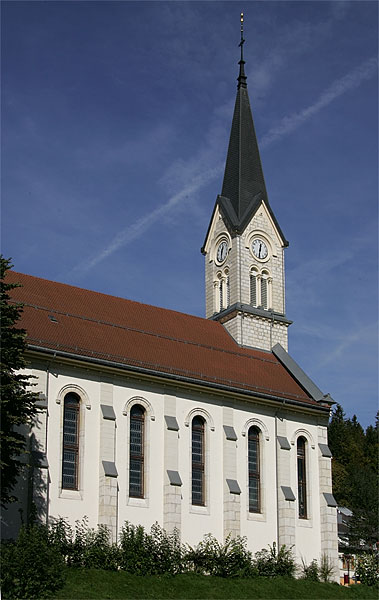
Kirche von Le Sentier

Le Sentier ist ein Dorf im Vallée de Joux im Kanton Waadt in der Schweiz. Es ist Teil der Gemeinde Le Chenit. Das Dorf zählt gut 1900 Einwohner und ist Verwaltungssitz der Gemeinde und war Hauptort des bis Ende August 2006 existierenden Bezirks La Vallée.
Verschiedene Schweizer Uhrenmacher haben ihre Produktion in Le Sentier: Jaeger-LeCoultre (seit 1833), Gérald Genta, Patek Philippe, Vacheron Constantin.

## Toponyme
Der Ortsname wurde erstmals 1611 als Sendey erwähnt – benannt nach der ersten Besiedlung. Die meisten ersten Einwohner kamen aus der Gemeinde Le Lieu und wollten von den neu gerodeten Flächen profitieren, da diese neue Kulturflächen freigaben.

## Persönlichkeiten

### Söhne und Töchter des Ortes
- Frédéric Fitting (1902–1998), Fechter
- Claude Darbellay (* 1953), Schriftsteller
- Christophe Ballif (* 1969), Physiker

### Weitere Persönlichkeiten
- Jakob Hofstätter (1825–1871), Mediziner und Schriftsteller in Mundart